# Fàbrica Moreno Olivella
La fàbrica Moreno Olivella és un edifici industrial situat al carrer del Parlament, 30-32, cantonada amb el passatge de Pere Calders, al barri de Sant Antoni de Barcelona.

## Història
El 1881, el fabricant de «puntes de París» (claus prims fabricats mecànicament) Andreu Olivella, establert al carrer dels Sagristans, 1, va demanar permís per a instal·lar una caldera de vapor de 18 CV en una «quadra» del carrer del Parlament, 30. La fàbrica, inicialment de planta baixa i un pis, va ser ampliada successivament per la seva filla Antònia, casada amb Laureano Moreno Morcillo, amb una planta més el 1907, i al núm. 32 del mateix carrer el 1911 i 1917, segons el projecte de l'arquitecte Josep Amargós.
A la dècada del 1940, la fàbrica de puntes de París de Laureano Moreno compartia les instal·lacions amb la cooperativa de producció Numbar, fabricant de cafeteres exprés.
Un cop finalitzat l'ús industrial, s'hi instal·là l'escola cooperativa Griselda, que va tancar el 2019. Des d'aleshores, l'edifici, propietat de Núñez i Navarro, es troba en desús.